# Asa Mercer
Asa Shinn Mercer (Princeton, 1839. június 6. – Buffalo, 1917. augusztus 10.) a washingtoni szenátus egykori tagja; a Washingtoni Territóriumi Egyetem (ma Washingtoni Egyetem) első rektora, továbbá a Seattle Beacon Hill kerületében található Asa Mercer International Middle School névadója.

## Fiatalkora
Mercer az Illinois állambeli Princetonban született; tizenkét idősebb testvére volt. Saját elbeszélései szerint gyermekkorát Abraham Lincoln társaságában töltötte, akinek bátorítására 1852-ben, 13 évesen nyugatra indult. 1860-ban beiratkozott az Ohio állambeli Franklin Főiskolára, majd Washington államba utazott.

## Washingtoni Egyetem
1861-ben a Mercer-család a Seattle-t megalapítók egyike volt. Asa és bátyjai a leendő territóriumi egyetem területének megtisztítását végezték.
Mivel Asa Mercer volt az új város egyetlen diplomása, Daniel Bagley, az egyetem megalapítója felkérte őt rektornak és oktatónak; fizetést azonban nem kapott.

## A „Mercer-lányok”
Seattle-ben számos férfi dolgozott a faiparban és a halászatban, azonban kevés nő volt hajlandó a városig tartó hosszú út megtételére. A probléma megoldására Mercer a közösség támogatásával magánfinanszírozásból a keleti államokba utazott, ahol tanári és más, hasonló munkakörökbe toborzott nőket. Asa Mercer maga is egyiküket vette feleségül. Próbálkozásai sikerrel jártak; a város lakosságának jelentős részét ma is a „Mercer-lányok” leszármazottai teszik ki.

## Oregonban
Házasságkötését követően az Oregon állambeli Astoriában helyezkedett el a szövetségi vámhatóság munkatársaként. 1867-ben alkoholcsempészet gyanújával menesztették, azonban a vádakat a koronatanúk eltűnését követően ejtették.
Mercer Oregonban háromszáz telket vásárolt, melyeket leszármazottai 1970-ben értékesítettek.

## A Johnson megyei háború
Mercer a wyomingi Cheyenne-ben a marhatenyésztésről szóló Northwestern Livestock Journal kiadója lett. A kartellek önálló gazdálkodókkal szembeni bánásmódját az 1894-es, betiltott Banditti of the Plains című könyvében írta le.
A kiadó irodájának leégését követően Hyattville-ben telepedett le.

## Családja
Asa Mercer 1896. július 15-én feleségül vette a 26 éves ír katolikus Annie Elizabeth Stephenst. Nyolc gyermekük született; egyikük tinédzserkorban, míg hárman csecsemőkorban elhunytak. Annie Mercer 1900. október 16-án halt meg. Asa Mercer 1917. augusztus 10-én hunyt el; halálát vérhas okozta.

## Fordítás
- Ez a szócikk részben vagy egészben  az   Asa Mercer című angol Wikipédia-szócikk ezen változatának fordításán alapul.  Az eredeti cikk szerkesztőit annak laptörténete sorolja fel. Ez a jelzés csupán a megfogalmazás eredetét és a szerzői jogokat jelzi, nem szolgál a cikkben szereplő információk forrásmegjelöléseként.